# Deredia (Àlaba)
Deredia (en castellà: Heredia) és un petit llogaret pertanyent a l'ajuntament de Barrundia a la província d'Àlaba al País Basc. Està localitzada a uns 25 km de Vitòria i té 75 habitants. Es troba en una de les variants alabeses del Camí de Santiago.
Entre els seus monuments destaquen:
- L'Església de Sant Cristóbal, amb la seva portada del segle xiii i retaule major del segle xvi.
- L'Ermita de San Bartolomé amb la seva portada de mig punt i espadanya del segle xviii.
- La Torre dels Heredia.

## Història
El 1205 Deredia apareix en el famós document del Ferro de Alava (també conegut com a Reja de San Millán), amb el nom de Deredia.
En aquesta localitat van tenir lloc els afusellaments de Deredia, ordenats pel general Zumalacárregui durant la Primera Guerra Carlina.

## Festes
- Festes patronals en honor de San Cristóbal el dia 10 de juliol.
- Festa de San Bartolomé el dia 24 d'agost.